# Lissonota castaneae
Lissonota castaneae là một loài tò vò trong họ Ichneumonidae.